# Le Dernier des Méhicains
Le Dernier des Méhicains (The Last of the Meheecans en VO) est le neuvième épisode de la quinzième saison de la série télévisée d'animation américaine South Park et l'épisode 218e de la série globale. Il a été diffusé sur la chaîne américaine Comedy Central le 12 octobre 2011.

## Synopsis
Les enfants, divisés en deux équipes, jouent aux Texans qui doivent essayer d'empêcher les Mexicains d'entrer aux États-Unis. Sous la direction de Kyle, les mexicains entrent dans le jardin de Cartman et gagnent ainsi la partie. Plus tard dans la soirée, Cartman constate que Butters n'est pas rentré et que par conséquent, la partie n'est pas finie. Le garçon s'est en effet perdu en forêt, où il est recueilli par un couple d'américains moyens qui le prennent pour un vrai enfant mexicain et font de lui leur domestique après l'avoir accidentellement renversé avec leur voiture.
Le couple finit cependant par estimer que "Mantequilla" (le nom espagnol sous lequel Butters s'est présenté) devrait vivre avec les siens et l'abandonnent devant un restaurant mexicain du coin. Butters régale les employés de ses aventures imaginaires inspirées du jeu de Cartman. Ils se souviennent également l'avoir vu sur des affiches d'enfant disparu, et le prennent pour une célébrité. Tout cela les pousse à vouloir retourner au Mexique, où ils ne vivaient pas si mal que cela selon eux. Ils emmènent Butters avec eux, et entraînent dans tout le pays un exode massif d'employés mexicains vers le sud.
Les gardes frontaliers continuent leur travail habituel, mais estiment qu'ils doivent aussi empêcher les mexicains de franchir la frontière dans l'autre sens, car s'ils repartent tous, cela détruirait l'économie américaine basée sur leur exploitation, les natifs étant devenus trop fainéants pour les remplacer.
Cartman se porte volontaire pour servir dans la vraie patrouille frontalière, et participe aux opérations de contrôle de l'exode, dans les deux sens de la frontière. De son côté, Butters est arrivé au Mexique où il est célébré comme une gloire nationale pour avoir montré au pays sa vraie valeur. Mais il se sent triste sans sa famille et ses amis et décide de revenir aux États-Unis. Les mexicains acceptent son départ et suivent son voyage de retour à la radio. En voyant Butters revenir, Cartman refuse de le laisser passer la frontière, car cela signifierait qu'il a perdu le jeu débuté il y a plusieurs semaines. Les deux garçons se lancent dans une partie grandeur réelle de leur jeu, tandis que les gardes frontaliers essayent d'arrêter Cartman, n'ayant pas vu de mexicains traverser la frontière dans le "bon sens" depuis longtemps. Butters finit par utiliser une piñata comme leurre et arrive à revenir aux États-Unis, au grand dam' de Cartman et pour la plus grande joie des gardes frontaliers et des mexicains.
Revenu à South Park, Cartman boude pendant que Butters raconte ses exploits à ses amis qui ne manquent pas de lui rappeler qu'il lui a fallu plus de deux semaines pour réussir. Piqué au vif, Butters monte sur la table et lève les bras, faisant ainsi les mexicains chanter ses louanges depuis leur pays.